# Марія Анна Ваза
Ма́рія Анна Тереза Ва́за (пол. Maria Anna Teresa Wazówna; 1 липня 1650 — 1 серпня 1651) — польська принцеса, член династії Ваза. Первісток і єдина дочка короля Польщі  Яна II Казимира і його дружини  Марії Луїзи Гонзаги.

## Біографія
Урочисте хрещення принцеси відбулося 2 серпня 1650 року в Собор Івана Хрестителя в Варшаві, де вона народилася. Причастя зробив Мацей Лубенський, архієпископ Польщі. Хрещеними батьками були  Фердинанд III, імператор Священної Римської імперії (Кароль Фердинанд Васа був його представником на церемонії) і його нова дружина Елеонора Гонзага (принцеса Феодора Христина Сапіеха була її довіреною особою), а також тато Інокентій X (представлений  нунцієм Джованні ді Торресом).
З моменту свого народження Марія Анна була призначена ордену  кармелітів, тому що її батьки були відданими католиками і хотіли, щоб вона стала черницею. Незадовго перед початком приготувань принцеса несподівано померла у віці тринадцяти місяців у Варшаві.
Поховання Марії Анни відбулося 12 серпня 1651 року в церкві Сестер кармелітів у Варшаві. Маленька принцеса була похована згідно із обрядом кармелітів у великого вівтаря. Її останки переміщали кілька разів. У 1652 році її помістили в золоту труну, і вона була перенесена до храму Святого Духа, а в 1663 році поблизу був перенесений в монастир кармелітів в старому Казановського палаці, де сьогодні знаходиться благодійний центр  Res Sacra Miser .